# Ozola pica
Ozola pica là một loài bướm đêm trong họ Geometridae.